# Comuna Oleksandrivka, Bobrovîțea
Oleksandrivka (în ucraineană Олександрівка) este o comună în raionul Bobrovîțea, regiunea Cernihiv, Ucraina, formată din satele Katerînivka, Lidîn și Oleksandrivka (reședința).

## Demografie
Componența lingvistică a comunei Oleksandrivka
     Ucraineană (98,5%)
     Rusă (1,5%)
Conform recensământului din 2001, majoritatea populației comunei Oleksandrivka era vorbitoare de ucraineană (98,5%), existând în minoritate și vorbitori de rusă (1,5%).